# Andrea Mantegna
Andrea Mantegna (n. 1431 pe Isola Mantegna -inițial Isola di Carturo- de lângă Padova - d. 13 septembrie 1506 în Mantova) a fost unul din cei mai importanți pictori și gravori al Quattrocento-ului din Italia de Nord. Însemnată este contribuția sa la crearea spațiului compus în perspectivă. 

## Viața

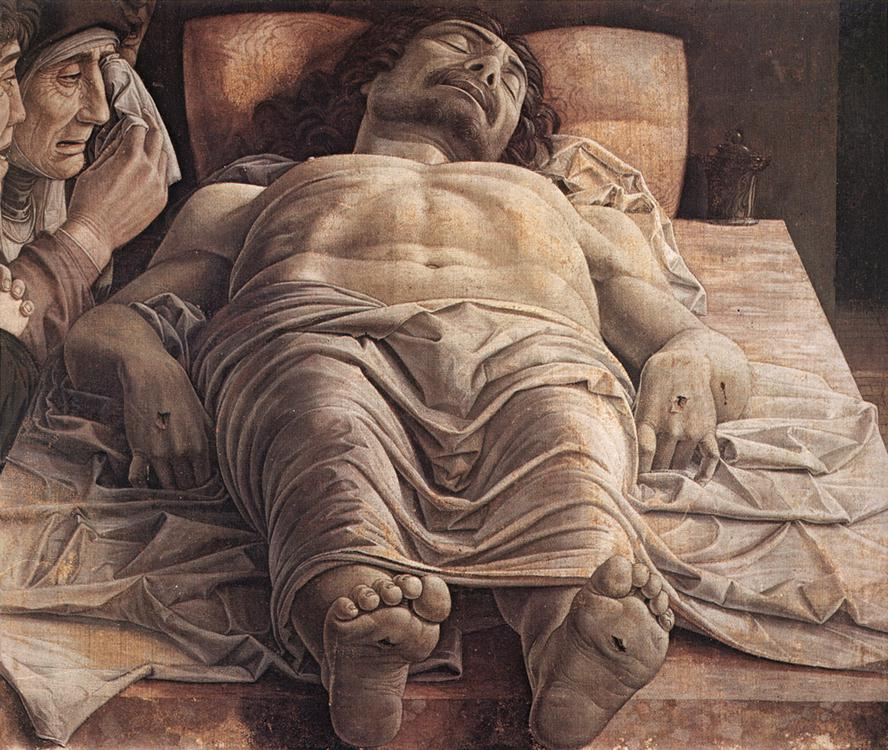
Hristos mort, Pinacoteca di Brera, Milano

Primele mărturii despre viața artistului se datorează lui Giorgio Vasari, care îi pomenește anul nașterii în "Viața celor mai iluștri pictori, sculptori și arhitecți" din 1550. Conform istoricului florentin, Andrea a fost fiul unui tâmplar cu numele Biagio de pe Isola di Craturo și a dat dovadă încă din copilărie de un talent deosebit la pictură și desen. 
Mantegna a fost, începând cu anul 1441, ucenic în atelierul padovan al lui Francesco Squarcione, unul din pictorii importanți ai renașterii timpurii din Italia de Nord cu dovedite preocupări arheologice. Aici Mantegna are prilejul să copieze multe replici de sculpturi antice, executate în ghips, precum și picturi ale artiștilor contemporani toscani și romani. Tânărul artist este influențat mai ales de operele lui Donatello și Paolo Uccello din Padova. Surse contemporane pomenesc faptul că Mantegna ar fi executat deja la șaptesprezece ani tabloul altarului principal al bisericii Sfânta Sofia din Padova, operă care nu a dăinuit timpului. 
În anul 1448 izvoarele menționează activitatea artistului într-un atelier independent, alături de foști colaboratori padovani ai lui Fra Filippo Lippi. Acest atelier pictează frescele capelei Ovetari din biserica Eremitani din Padova, care ilustrează viețile sfinților Iacob și Cristofor. După moartea colaboratorului său Niccolò Pizzolo în 1453 Mantegna continuă singur lucrările, până în 1459. Aceste fresce au fost în mare parte distruse într-un bombardament din anul 1944. Scenele din ciclul sfântului Iacob relevau un spațiu compus perfect din punct de vedere al perspectivei și foloseau în mod consecvent racursiurile, ceea ce denotă interesul artistului pentru sculptura și arhitectura antichității. Frescele sale sunt considerate drept primele opere de vârf ale Renașterii din Italia de Nord. Ele continuă evoluția protorenașterii florentine și dovedesc influențele unei călătorii la Veneția, unde Mantegna avusese ocazia să vadă operele lui Andrea del Castagno și Jacopo Bellini. De cel din urmă el este legat de o legătură de prietenie, transformată apoi în una de rudenie; în 1454 artistul se căsătorește cu o fiică a lui Bellini. La rândul său, Mantegna îi va influența pe Gentile și Giovanni Bellini, fiii lui Jacopo. 
O ședere la Veneția este dovedită de altarul bisericii S. Zeno din acest oraș, executat de Mantegna între anii 1458 și 1459. În această operă apare pentru prima oară în arta Italiei de Nord tema Sacrei Conversații.
În 1459 Mantegna se mută la Mantova, unde este numit pictor al curții de Gonzaga. Timp de cinci decenii el este cel mai important artist mantovan și este copleșit de onoruri și comenzi de lucru. O deosebită prețuire pentru opera sa o dovedește ducele de Gonzaga atunci când îi acordă lui Mantegna titlul de conte. Printre operele sale principale de la Mantova se numără frescele din Camera degli Sposi în Palatul Ducal, finisate în 1474, decorațiile capelei ducale (1460-64), două versiuni ale temei Hristos mort, Moartea Mariei și Sfântul Gheorghe.